# Budersberg
Budersberg (luxembourgeois : Butschebuerg) est un quartier et une section de la commune luxembourgeoise de Dudelange située dans le canton d'Esch-sur-Alzette.